# Essetalbrücke
Die Essetalbrücke ist die bei Hofgeismar im nordhessischen Landkreis Kassel über die Esse führende Brücke der Hofgeismarer Ortsumfahrung an der Bundesstraße 83. Die Verkehrsfreigabe des rund 400 m langen und maximal etwa 20 m hohen Bauwerks fand am 8. November 2013 statt.

## Geographische Lage
Die Essetalbrücke steht etwa 700 m südöstlich des Kernstadtrandes von Hofgeismar. Sie überquert – im Rahmen der 3,4 km langen Ortsumfahrung als Teil der Bundesstraße 83 – den Diemel-Zufluss Esse, an dem etwa 150 m nordnordwestlich der Brücke die Walkemühle steht. Etwa 150 m westsüdwestlich der Brücke verläuft die Bahnstrecke Kassel–Warburg, über die eine andere Brücke der B 83 führt.

## Beschreibung
Die rund 400 m lange und maximal etwa 20 m hohe Essetalbrücke überspannt die Niederung der Esse bogenförmig. Die mit Abstand größte der fünf Brücken der neuen Ortsumfahrung wurde mit zehn Brückenpfeilern und elf -segmenten aus Stahlbeton mit 10.300 m³ Beton und 2400 Tonnen Stahl errichtet. Die y-förmigen Pfeiler stehen auf jeweils einer 8,4 mal 11,4 m großen Stahlbetonplatte, die pro Pfeiler auf 12 zwischen 10 und 20 m tief in den Untergrund eingelassenen und 1,2 m dicken Pfählen aus Stahlbeton als Gründung ruhen.

## Geschichte
Der Bau der Essetalbrücke begann am 27. Januar 2011. Fertiggestellt wurde sie nach Restarbeiten (Asphaltierung und Fahrbahnmarkierungen) im Herbst 2013. Ihre Verkehrsfreigabe fand im Rahmen der Freigabe der Umfahrungsstraße am 8. November 2013 statt.